# Maja, a méhecske
A Maja, a méhecske német könyv, melyet Waldemar Bonsels írt 1912-ben. A művet számos ország nyelvére fordították le, és készült belőle képregény és rajzfilmsorozat is.
A sorozat Maja, a méhecske, és barátai, Flip, a szöcske, Kasszandra, a tanítónéni és sok más egyéb rovar történeteit meséli el. A könyv végigköveti Maja életét fiatalkorától egészen felnőtté válásáig.

## Főszereplők
- Maja, a méhecske
- Vili, fiú méh, Maja legjobb barátja
- Flip, a szöcske, Maja és Vili barátja
- Nagy Sándor/Alexander, az egér
- Kurt, a galacsinhajtó bogár
- Puck, a légy
- Kasszandra, a méhek tanítónője
- Tekla, a keresztespók
- Max, a giliszta
- Jeromos, a százlábú
- Hannibál, a kaszáspók
- Lajos, a lótücsök
- Harald, a veréb
- Flap, a szöcske, Flip öccse
- Kleid, a csótány

## Történet
Waldemar Bonsels eredeti műve egy nagyjából 200 oldalas könyv. A történet középpontjában Maja és társai állnak, az egyes kalandok Maja fejlődését szolgálják. A televíziós sorozatban a kalandok fontossága még jelentősebb.
Maja egy belső lázongás idején születik meg kaptárában, amikor a kaptár két részre oszlik. Maját tanítónénije, Kasszandra neveli fel. Kasszandra figyelmeztetései ellenére kíváncsiságtól hajtva fedezi fel a világot és megbocsáthatatlan bűnt követ el: elhagyja a kaptárát. Az így száműzetésbe került Maja barátságokat köt más rovarokkal és velük együtt száll szembe a veszélyekkel. A könyv tetőpontja, amikor Maját lódarazsak ejtik foglyul, akik a méhek legrosszabb ellenségei.
Börtönében Maja megtudja, hogy a lódarazsak az ő egykori kaptárának megtámadását tervezik. Majának döntenie kell, hogy a várható büntetés terhe mellett visszatér kaptárába és megmenti azt, vagy pedig figyelmen kívül hagyja a megszerzett információt és csak saját szabadulásán fáradozik, nemzetsége pusztulását okozva így. Hosszas mérlegelés után természetesen a visszatérés mellett dönt. A nemzetség megbocsát neki a hír hallatán és a felkészült méhek legyőzik a lódarazsak erőit. Maja ezután a kaptár hőse lesz, tanítónő lesz, mint Kasszandra és így megoszthatja tapasztalatait és bölcsességét a jövő generációival.

### A könyv elemzése
Az eredeti, 1912-es könyv egy politikai üzenetet tartalmazó mese volt, mint Jean de La Fontaine vagy Ivan Krilov művei. A mese a német nemzetiséget dicséri, Maja az ideális állampolgárt testesíti meg, míg kaptára a jól szervezett katonai társadalmat. Emellett a nacionalizmus, rasszizmus és militarizmus elemei is megtalálhatók a műben. Maja két alkalommal dühödik fel nagyon: először, amikor Flip, a szöcske nem tudja megkülönböztetni a méheket a darazsaktól. Maja mérges szóáradata közben elhangzik, amint a darazsakat „banditák használhatatlan seregének” titulálja, akiknek „se otthonuk, se hitük”. Másodszor pedig, amikor egy légy idiótának nevezi Maját, mire Maja megfenyegeti őt, hogy megtanítja „tisztelni a méheket” és fullánkjával fenyegeti azt. Ez azt mutatja, hogy a tisztelet erőszakon alapszik.
Az összetartás szintén alaptémája a történetnek. Maja függetlenségről alkotott véleménye és kaptárának elhagyása szégyenletes, de jóváteszi ezt, amikor a lódarazsak támadásáról figyelmezteti népét. Ennek a hűségnek a megnyilvánulása visszaállítja a nemzetségén belüli pozícióját. Az ellenség támadás során a méhek harca és néhányuk hősi halála dicső tett, gyakran katonai felhanggal.

## Film és rajzfilmsorozat
Wolfram Junghans német fotós rendezte 1924-ben az élőszereplős filmváltozatot. Ez az első filmhosszúságú produkció, melyben élő rovarok szerepeltek. A filmet 2005-ben a Finnish Film Archive és a Bundesarchiv-Filmarchiv szervezetek együttesen újították fel, majd Hamburgban és Helsinkiben tűzték műsorra.
A történet talán legnépszerűbb és legismertebb adaptációja a sorozat rajzfilmváltozata Maja, a méhecske kalandjai címmel (みつばちマーヤの冒険, Mitsubachi Māya no Bōken). Első vetítése 1975-ben volt a japán televízióban, 42 ország nyelvére fordították le és olyan országokban került műsorra, mint Hollandia, Ausztrália, Németország, Egyesült Államok, Dél-Afrika, Portugália, Kanada, Belgium, Franciaország, Latin-Amerika, Izrael, Irán (Nikoo címen), Olaszország, Görögország, Cseh Köztársaság, Bulgária, Szlovénia, Bosznia, Szlovákia, Spanyolország, Szerbia, Finnország, Lengyelország, Horvátország, Magyarország, Oroszország, Törökország, Libanon (Zena címen).
Az eredeti filmzenét Karel Svoboda szerezte, a német, cseh és szlovák verziót Karel Gott énekelte, a lengyelt pedig Zbigniew Wodecki.

## Opera
A Maja, a méhecske a híres horvát zeneszerző, Bruno Bjelinski gyermekoperájának is alapjául szolgált 1963-ban. Előadására Villachban (Ausztria) került sor a Carinthian nyári zenei fesztivál keretében. Az előadás egyediségét az adta, hogy a méhek szerepét gyerekek játszották profi operaénekesek helyett.

## Videójátékok
- Maya The Bee & Her Friends (Game Boy Color, 1999., fejlesztő: Crawfish, forgalmazó: Acclaim)
- Maya The Bee - Garden Adventures (Game Boy Color, 2000., fejlesztő: Neon Studios, forgalmazó Acclaim)[2]
- Maya the Bee and Friends (mobiljáték, 2006, fejlesztő: Kiloo, forgalmazó Plan-B Media)
- Maya the Bee: The Great Adventure (Game Boy Advance, 2002., fejlesztő: Shin'en Multimedia, forgalmazó: Acclaim)[3]
- Maya the Bee: Sweet Gold (Game Boy Advance, 2005., fejlesztő: Shin'en Multimedia, forgalmazó: Midway)[4]
- The Bee Game (Game Boy Advance - 2006.,[5] és Nintendo DS, 2007.,[6] fejlesztő: Independent Arts Software GmbH, forgalmazó: Midway)

## Reklám
Számos vállalat igyekezett világszerte kihasználni a karakter sikerét különböző reklámtermékek eladásával. Ezek legtöbbjét 1976 és 1986 között André Roche rajzolta. Maja figurája megtalálható volt ruhaneműkön, porcelánárukon, játékokban, beleértve a Kinder tojások szériáját is.

## Magyarul
- Maja, a méhecske; ford. Terényi István, ill. Sebes János; Gondolat, Bp., 1958
- Carola Nowak: Mindenki szereti Maját; Waldemar Bonsels Maja, a méhecske és kalandjai alapján, ford. Schoffhauser Éva; Egmont, Bp., 2003 (Maja a méhecske)
- Karin Schramm: Gyere, repülj velem!; Waldemar Bonsels Maja, a méhecske és kalandjai alapján, ford. Schoffhauser Éva; Egmont, Bp., 2003 (Maja a méhecske)
- Maja, a méhecske; ford. Terényi István, ill. Csics Emese; Palatinus, Bp., 2003
- Maja, a méhecske; átdolg. Frauke Nahrgang; ill. Verena Körting; ford. Kincses Edit; Ciceró, Bp., 2013

## Fordítás
Ez a szócikk részben vagy egészben  a   Maya the Bee című angol Wikipédia-szócikk fordításán alapul.  Az eredeti cikk szerkesztőit annak laptörténete sorolja fel. Ez a jelzés csupán a megfogalmazás eredetét és a szerzői jogokat jelzi, nem szolgál a cikkben szereplő információk forrásmegjelöléseként.